# Stare Włóki
Stare Włóki – wieś w Polsce położona w województwie warmińsko-mazurskim, w powiecie olsztyńskim, w gminie Barczewo. W latach 1975–1998 miejscowość administracyjnie należała do województwa olsztyńskiego.

## Historia
Wieś lokowana w 1343 r. (pod nazwą Vierzighuben)  na 40 włókach. Zasadźca był Tilo Lubbeken, wójt zamkowy z Braniewa. Alheide, wdowa po nim sprzedała w 1364 r. majątek Dietrichowi von Czecher, który przekształcił Stare Włóki w wieś czynszową. W 1426 r. niejaki Franciszek przekazał wieś Janowi Wargel. 